# Canon de Bange de 80
Pour les articles homonymes, voir Bange.

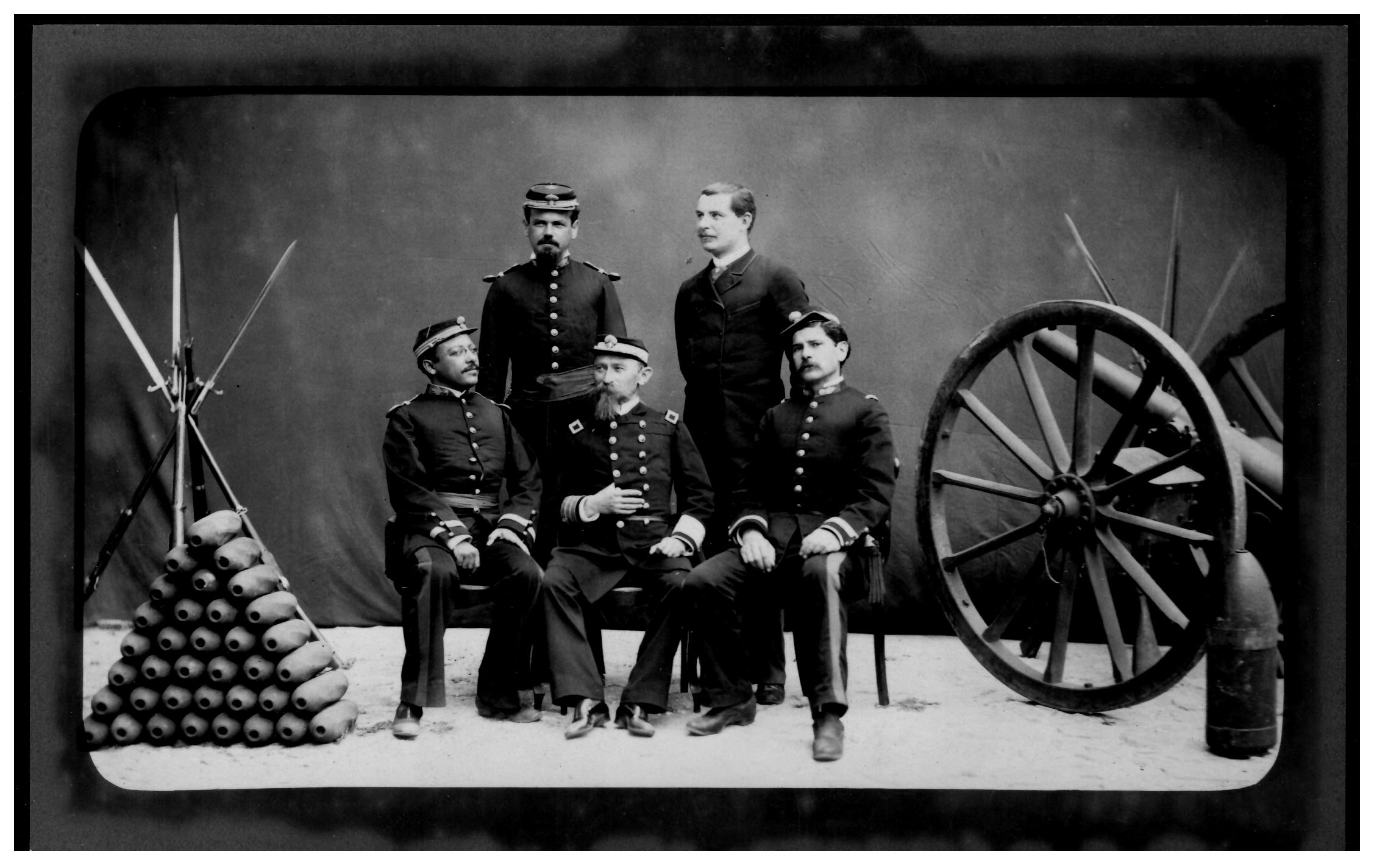

Le canon de Bange de 80 mm ou modèle 1877 était une pièce d'artillerie du XIXe siècle, un canon rayé en acier à chargement par la culasse.
Ce canon remplaçait le canon Reffye (de 1870) et le canon Lahitolle de 95 mm (de 1875).

## Conception
Son concepteur Charles Ragon de Bange était un polytechnicien et colonel de l'artillerie, directeur de l'Atelier-de-précision du dépôt central de Paris. La culasse coulissante à vis interrompue en forme de champignon était complètement étanche et son système est toujours celui qui est utilisé de nos jours. La douille permettait un usage rapide et efficace, mais le recul non maîtrisé empêchait un tir réellement rapide, il fallait remettre à culée après chaque tir. Ce problème ne fut résolu qu'avec le canon de 75 Modèle 1897 qui utilisait le frein de recul hydropneumatique.

## Voir aussi

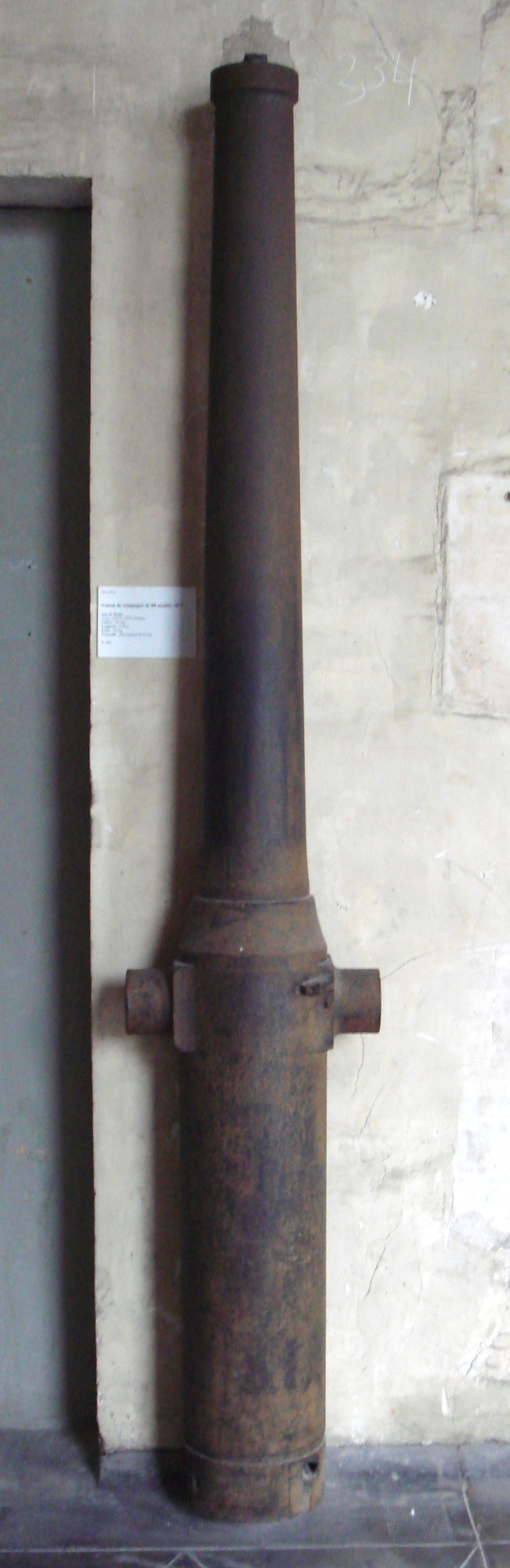
Un de Bange de campagne modèle 1877 au Musée de l'Armée (Paris).
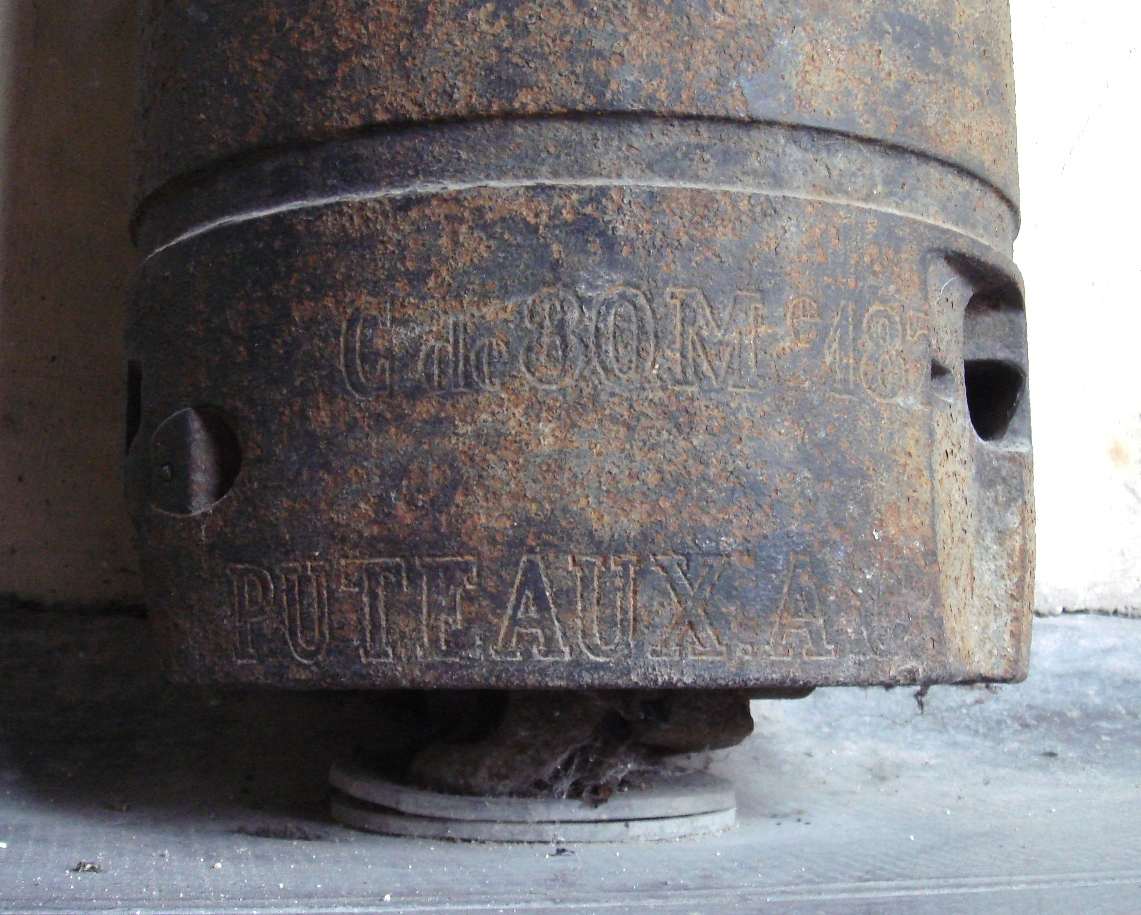
Détail de la culasse.
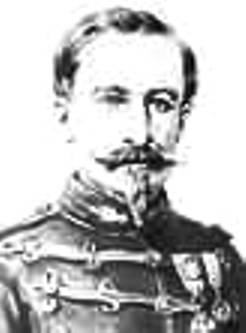
Charles Ragon de Bange.
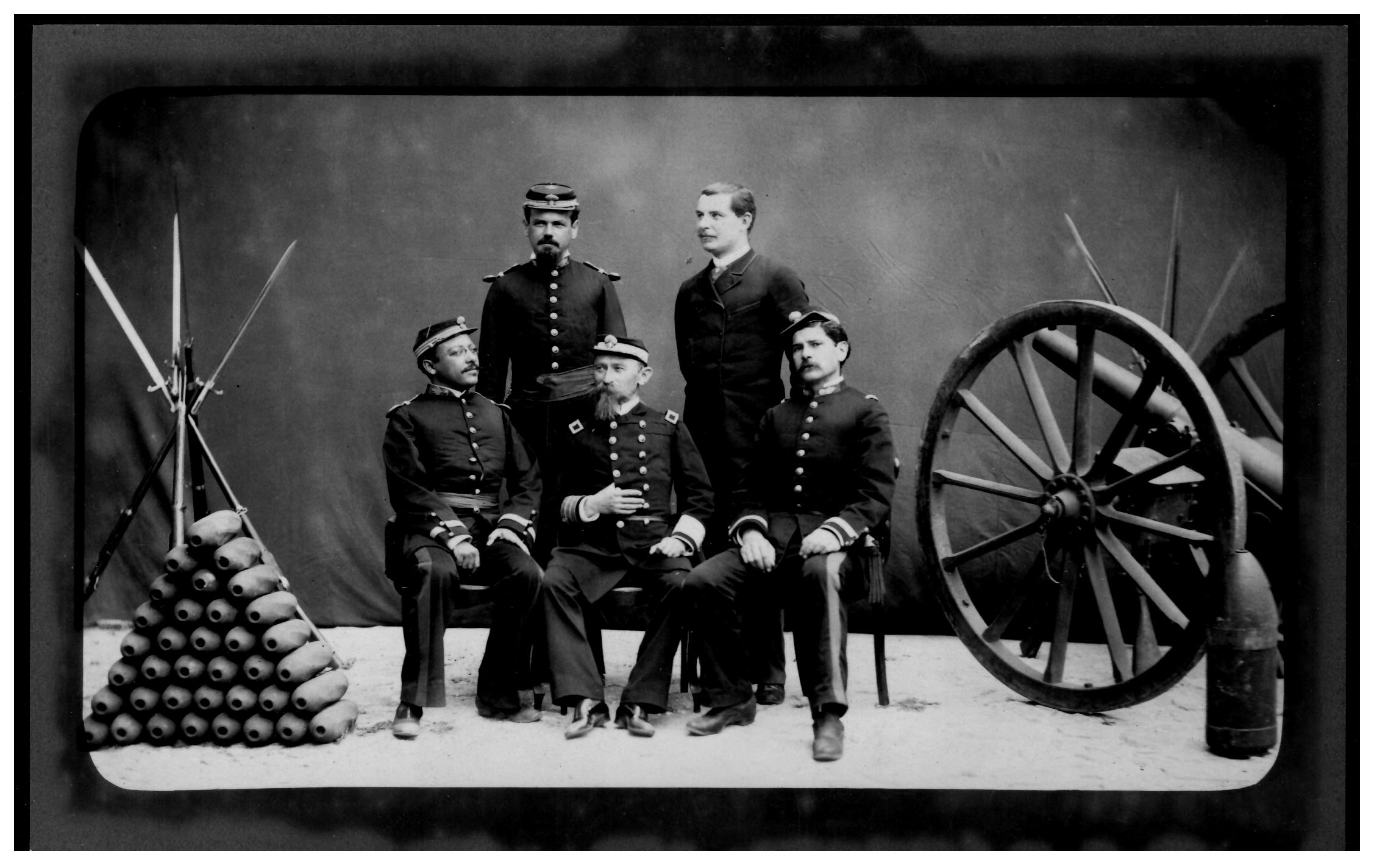
Commission d'expériences des canons Bange à Rio de Janeiro vers 1890. L'ingénieur d'armement français Charles Piffard debout à droite supervisant les essais.